# Euphorbia odontophora
Euphorbia odontophora är en törelväxtart som beskrevs av Susan Carter. Euphorbia odontophora ingår i släktet törlar, och familjen törelväxter. Inga underarter finns listade i Catalogue of Life.